# Carl Carlsson Uggla
Carl Carlsson Uggla, född i början av 1610-talet, död oktober 1660, var kapten och chef för Mora kompani 1656-1660.

## Bakgrund och Familj
Carl föddes i början av 1610-talet i Leksands socken i Dalarna. Hans fader var antagligen Carl Göransson i Slättberg uti Rönnäs-fjärdingen, som även han stred med Dalregementet i Polen och Tyskland. Carl Uggla har enligt senare uppgift från hans änka har "Kungl Majestäts Sveriges krona från sin barndom tjänt", vilket troligen betyder att han tidigt tog tjänst som dräng hos någon officer.
Under 1630-talet gift med Maria Hogenskiöld, som troligtvis var född i Tyskland, och de fick ett antal barn. I hopp om att få hjälp efter två vådaelder så inleder Maria en omfattande korrespondens med svenska myndigheter, vilken bland annat innehåller beskrivelser av makens karriär. I vissa tingsprotokoll benämns hon som major Ugglas änka, men något stöd för denna titel har inte återfunnits i militära källor.
Det finns inte några kopplingar mellan Carl Uggla och de adliga ätterna Uggla och af Ugglas.

## Soldatlivet
I rullorna nämns han först som musketör, inskriven 1634 vid Torsten Persson Ruuths kompani (Majorens eller Leksands kompani). År 1637 skeppades han över till Tyskland. Året efter befordrades han till sergeant och 1641 till fältväbel. I mitten av 1640-talet började han omväxlandes kallas för Carl Carlsson respektive Carl Uggla i rullorna, för att efter 1646 endast benämnas med det senare. Löjtnant 1648 och kapten och chef för Daniel Jonssons tidigare kompani (Mora) 1656. I augusti 1657 gick han tillsammans med ett nyuppsatt extrakompani från Ovansiljan på flottan och deltog i ett sjöslag vid Möns Klint den 11 september samma år. Efter att ha varit garnison i Wismar och Malmö så gick Uggla tillsammans med vad som återstod av kompaniet åter ombord på flottan och deltog i sjöslaget i Öresund. Enligt senare brev från hans änka utmärkte han sig där i en äntring av den nederländske amiralen Witte de Withs skepp. Han deltog även i den efterföljande stormningen av Köpenhamn vilken misslyckades totalt. Uggla förlades sedermera med sitt kompani i Stralsund, men efter att det blivit fred hemförlovades han. Han avreste den 10 oktober 1660 mot Sverige men skeppet förliste och Uggla drunknade.